# Velada
Velada – gmina w Hiszpanii, w prowincji Toledo, w Kastylii-La Mancha, o powierzchni 144,6 km². W 2011 roku gmina liczyła 2860 mieszkańców.